# Fitzwillia axilliflora
Fitzwillia axilliflora là một loài thực vật có hoa trong họ Cúc. Loài này được (Ewart & Jean White) P.S.Short mô tả khoa học đầu tiên năm 1989.